# Salomon Banamuhere Baliene
Salomon Banamuhere Baliene, né le 20 avril 1951 à Mwenda, est un biologiste et homme politique du Congo-Kinshasa. Il est cofondateur du Parti du peuple pour la reconstruction et la démocratie (PPRD). 
Il a été ministre à plusieurs reprises : ministre d’État de la Décentralisation et des Affaires coutumières, ministre de l’Énergie, ministre de l’Agriculture, élevage et pêche, ministre des Affaires foncières, de l'Environnement et Tourisme et ambassadeur au Burundi.

## Biographie
Banamuhere est né le 20 avril 1951 à Mwenda dans le Nord-Kivu.
Il étudie à l’université nationale du Zaïre-Campus de Kisangani et obtient une licence en sciences biologiques. Il obtient une maîtrise en sciences de l’environnement à la Fondation universitaire luxembourgeoise à Arlon et un diplôme en génie rural à l’ENGREF à Montpellier.
Il entre au gouvernement de Laurent Désiré Kabila le 15 mars 1999 au poste de ministre de l’Environnement. Il occupe le poste de ministre des Affaires foncières à la suite du remaniement du 14 avril 2001.
Il est cofondateur du Parti du peuple pour la reconstruction et la démocratie (PPRD).
Il a remplacé Pierre Muzumba au poste de ministre de l’Énergie par le décret no 5/159 du 18 novembre 2005, portant réaménagement du gouvernement de transition. Il a conservé son poste dans le gouvernement d'Antoine Gizenga
En septembre 2009, il est nommé ambassadeur de la République démocratique du Congo au Burundi.